# Правильний тетраедр

Тетраедр, натисніть тут для обертання моделі

Пра́вильний тетра́едр — чотиригранник, усі грані якого — рівносторонні трикутники. У правильного тетраедра всі двогранні кути при ребрах і всі тригранні кути при вершинах рівні.

## Декартові координати
Правильний тетраедр можна задати координатами його вершин
- (1, 1, 1)
- (-1, −1, 1)
- (-1, 1, −1)
- (1, −1, −1)

Довжина ребра в цьому випадку становитиме {\displaystyle 2{\sqrt {2}}}.

## Формули
У правильного тетраедра з довжиною ребра a:
- площа поверхні

{\displaystyle {\sqrt {3}}a^{2}\,\!}
- об'єм

{\displaystyle {\frac {\sqrt {2}}{12}}a^{3}}
- висота

{\displaystyle {\sqrt {\frac {2}{3}}}a\,\!}
- радіус вписаної сфери

{\displaystyle {\frac {\sqrt {6}}{12}}a}
- радіус описаної сфери

{\displaystyle {\frac {\sqrt {6}}{4}}a}
- Радіус напіввписаної сфери

{\displaystyle {\frac {\sqrt {2}}{4}}a}
- кут нахилу ребра

{\displaystyle \arctan {\sqrt {2}}\approx {\frac {7}{23}}\pi }
- кут нахилу грані

{\displaystyle \arctan 2{\sqrt {2}}\approx {\frac {29}{74}}\pi }
- група симетрій — тетраедрична (Th)

## Властивості правильного тетраедра
- У правильний тетраедр можна вписати октаедр, причому чотири (з восьми) грані октаедра будуть суміщені з чотирма гранями тетраедра, всі шість вершин октаедра будуть суміщені з центрами шести ребер тетраедра.
- Правильний тетраедр із ребром х складається з одного вписаного октаедра (у центрі) з ребром х/2 і чотирьох тетраедрів (у вершинах) із ребром х/2.
- Правильний тетраедр можна вписати в куб двома способами, причому чотири вершини тетраедра будуть суміщені з чотирма вершинами куба. Всі шість ребер тетраедра лежатимуть на всіх шести гранях куба і дорівнюватимуть діагоналі грані-квадрата.
- Правильний тетраедр можна вписати в ікосаедр, причому, чотири вершини тетраедра будуть суміщені з чотирма вершинами ікосаедра.

## У фізичному світі
- Крижані кристали H2O
- Молекула метану CH4
- Алмаз, C, — тетраедр із ребром рівним 2,5220 Å
- Флюорит CaF2, тетраедр із ребром рівним 3,8626 Å
- Сфалерит, ZnS, тетраедр із ребром рівним 3,823 Å